# سبيستون غو
سبيستون غو (بالإنجليزية: Spacetoon Go) هي خدمة ترفيهية مُوجّهة للمُتابعين العرب حوّل العالم تُتيح لهم مُشاهدة الأعمال الكرتونية المُفضلة من خلال تطبيق للمشاهدة حسب الطلب، تحت مظلة غلوبال نيو إيج ميديا التي تُعرف اختصاراً بـ GNAM. صدر هذا التطبيق في مُنتصف عام 2019، بوصفه واحدًا من التطبيقات الموجهة لمحبي الرسوم المُتحركة والأنمي، حيث يُتيح لهم مشاهدة أعمالهم الكرتونيّة المفضلة في أي وقت ومن أي مكان. يضم التطبيق مجموعة ضخمة من المسلسلات والأفلام الكرتونيّة القديمة والحديثة بدبلجة احترافية تجعلها مناسبة لكل عربية.
يُحاكي سبيستون غو العالمية، ويتميز عنها بكونه يناسب المجتمع العربي ويُراعي قيّمه وعاداته وثقافته. ويُقدم التطبيق للمشاهد العربي تجربة ترفيهية جديدة تعتمد على خبرة أعوام طويلة لقناة سبيستون في البحث والاختيار الدقيق للأعمال الكرتونيّة المميزة. يخضع سبيستون غو لسلسة تحديثات مستمرة بهدف تقديم جرعة متواصلة من التسلية والترفيه، ويُوفر خاصية التحكم الكامل للأهل التي تُمكنهم من معرفة وتحديد عدد ساعات مشاهدة صغارهم للمحتوى الكرتوني.

## الأفلام والأنمي المتوفر في التطبيق

### أنمي
- داي الشجاع (2020)
- أبطال الديجيتال (2020)
- مدينة النخيل
- الصياد الصغير
- الكابتن ماجد
- دراغون بول
- سلام دانك
- إيميلي
- فلة والأقزام السبعة
- القط الأسود
- باتل بيدامان
- زلزال طوكيو 8.0 (أنمي)
- الخدمة الخفية (أنمي)
- أجنحة كاندام
- السندباد
- محطات مسار البطريق
- مغامرة في بلاد العجائب
- بي باتل بيرست
- المفتش فابر
- عهد الأصدقاء
- فرسان الأرض
- ماكروس
- البطل الذهبي
- ون بيس
- ويب دايفر
- إيكوسان
- فوزان
- فيروزة
- منطاد الأحلام
- فريق التصدي
- بائع الحليب
- أبطال الديجيتال (الجزء الثالث)
- مونسونو
- الفرسان
- الضربة الصاعقة
- نونتان
- هجوم كابتن ثابت
- كرش جير
- السباق الكبير
- شوت
- أنا وأخواتي
- كيرو
- ينبوع الأحلام
- أسرار المحيط
- فلونة
- توم سوير
- الماسة الزرقاء
- أسرار ليلى
- سندريلا
- أغنية أبي
- جواهر
- غيمة
- مغامرات حنين
- مغامرات نغم
- بيبي الشقية
- كراش بيدامان
- محققون
- كوكوتاما
- بي بو با
- دراغون بول زد كاي
- دراغون بول سوبر
- كوروكو باسكت بول (1 إلى 3)
- كاليميرو (2013)
- يوكاي واتش
- ماض حي
- نبيل التنس
- فصول المجد
- قطر الندى
- هنتر x هنتر
- هيتي فيذر (1 إلى 6)
- أبراج مالوري (1 إلى 4)
- ميغالوبوكس (1 إلى 2)
- أبطال الكرة (1 إلى 4)
- أبطال الكرة الفرسان
- أبطال الكرة فرسان الزمن
- أكاديمية بطلي (1 إلى 5)
- المحقق كونان (1 إلى 10) و (25)
- أفلام المحقق كونان (1 إلى 10) ومن (19 إلى 27)

### الرسوم المتحركة والمسلسلات
- كابتن سيميان
- فولترون
- الولد العجيب
- باباي
- فرفوح
- كاسبر
- دروبي ودريبل
- المضحكون
- غومر
- أكاديمية الشرطة
- خروف في المدينة الكبيرة
- بينك بانتر
- كركرتون
- آندي باندي
- سعد وسعيد
- بات مان
- باص المدرسة العجيب
- كلية الطيران
- نسور الفضاء
- حماة الياقوت
- مغامرات مسعور ومذعور
- ميكانيمالز
- مغامرات فهيم
- غارفيلد والأصدقاء
- رياح الشمال
- فريق الإنقاذ
- شهد والأبطال
- فيفي والزهرات الصغيرات
- بليزين تينز 2

### الكواكب والفقرات
- كوكب أكشن
- كوكب رياضة
- كوكب مغامرات
- كوكب زمردة
- كوكب علوم
- كوكب كوميديا
- كوكب أفلام
- كوكب أبجد
- كوكب بونبون
- فقرة أنا وطفلي
- فقرة سبيس باور
- شارع الأنمي الياباني